# Open GDF Suez 2013
L'Open GDF Suez 2013 è stato torneo di tennis giocato sul cemento indoor. È stata la 21ª edizione dell'Open GDF Suez (formalmente conosciuto come Open Gaz de France) che faceva parte della categoria Premier nell'ambito del WTA Tour 2013. Si è giocato allo Stade Pierre de Coubertin di Parigi in Francia dal 26 gennaio al 3 febbraio 2013.

## Partecipanti

### Teste di serie
| Nazionalità | Giocatrice         | Ranking* | Testa di serie |
| ----------- | ------------------ | -------- | -------------- |
| Italia      | Sara Errani        | 7        | 1              |
| Rep. Ceca   | Petra Kvitová      | 8        | 2              |
| Francia     | Marion Bartoli     | 11       | 3              |
| Slovacchia  | Dominika Cibulková | 14       | 4              |
| Italia      | Roberta Vinci      | 16       | 5              |
| Rep. Ceca   | Lucie Šafářová     | 17       | 6              |
| Germania    | Julia Görges       | 18       | 7              |
| Rep. Ceca   | Klára Zakopalová   | 22       | 8              |

* Ranking al 14 gennaio 2013

### Altre partecipanti
Giocatrici che hanno ricevuto una Wild card:
- Petra Kvitová
- Kristina Mladenovic
- Pauline Parmentier
- Lucie Šafářová

Giocatrici passate dalle qualificazioni:

- Magdaléna Rybáriková
- Monica Niculescu
- Stefanie Vögele
- Virginie Razzano

## Campionesse

### Singolare
Mona Barthel ha battuto in finale  Sara Errani per 7-5, 7–6(4).
- È il primo titolo dell'anno per Barthel, il secondo in carriera.

### Doppio
Sara Errani /  Roberta Vinci hanno battuto in finale  Andrea Hlaváčková /  Liezel Huber per 6-1, 6-1.
- È il secondo titolo dell'anno per Errani/Vinci, il 18° in carriera per entrambe, il 15° come coppia.